# Coopers guld
Coopers guld är en legering av koppar, platina och zink, vilken i hög grad liknar guld och är mycket beständig mot luftens inverkan. Den används huvudsakligen till smycken.
En legering som kallas Coopermetall, bestående av 54 % platina, 32 % silver och 14 % koppar, och som är mycket hård och elastisk, används till stift för reservoarpennor.
En speciallegering, Coopers spegelmetall, bestående av 57,5 % koppar, 27,5 % tenn, 10,8 % platina, 3 % zink och 1,2 % arsenik, är mycket hård, motståndskraftig mot luftens inverkan och lätt att polera och då antar en vacker vit färg. Den kan användas för metallspeglar i t.ex. optiska instrument.